# Страгов
Страгов (чеськ. Strahov) — історичний квартал Праги, що отримав назву від розташованого на його території однойменного пагорба. Назва зустрічається починаючи з XI і XII століть, можливо утворено від чеського слова «strážit» (стерегти, охороняти). На території кварталу знаходяться названі на його честь об'єкти:
- Страговський монастир
- Страговський стадіон[2]
- Страговський тунель